# The V Word
The V Word es el tercer episodio de la segunda temporada de la serie de televisión estadounidense Masters of Horror, conocida en España como Maestros del terror. Fue estrenado el 10 de noviembre de 2006 en la cadena de pago Showtime.
El título, que en español se tradujo como V de Vampiro, hace referencia a la palabra Vampire (Vampiro en español), tomando de esta la letra inicial V, como también se hizo con The L Word.
El episodio forma parte de un conjunto de películas de terror de una hora de duración dirigidas por varios directores. En este caso el elegido fue Earnest Dickerson, y el guionista/productor Mick Garris.

## Argumento
Dos amigos, Kerry (Arjay Smith) y Justin (Branden Nadon) deciden ir visitar una gran mansión donde almacenan cadáveres. Una vez allí descubren que el lugar donde debería estar el vigilante nocturno está vacío así que comienzan a investigar por la casa para ver si lo encuentran. Cuando suben al segundo piso son atacados por lo que parece ser un vampiro llamado Mr. Cheany (Michael Ironside) y Kerry y Smith intentan salir de la mansión.

## Reparto
| Actor            | Personaje              |
| ---------------- | ---------------------- |
| Arjay Smith      | Kerry                  |
| Branden Nadon    | Justin                 |
| Michael Ironside | Mr. Cheany, el vampiro |
| Jodelle Ferland  | Lisa, la madre         |
| Lynda Boyd       | Carolyn, la hermana    |

## Producción
El episodio está rodado, como los demás episodios, en 1.78:1 widescreen lo que ayuda a darle un aspecto oscuro a todo el episodio, que de hecho está rodado íntegramente de noche.
El vampiro que aparece en este episodio no es el vampiro común que conocemos ya que no tiene colmillos con los que morder, así que más que succionar, bebe la sangre.

## DVD
El episodio fue publicado en DVD el 11 de diciembre de 2007, grabado en 1.78.1 widescreen y disponible en sonido Sorround Dolby Digital 5.1 o en Dolby Digital 2.0 Stereo.
Contiene algunos extras como; comentarios del director Ernest Dockerson y guionista/productor Mick Garris, Feeding Frenzy: The Making Of The V Word un Detrás de las cámaras con una entrevista a Michael Ironside, Bite Me: Mastering The Neck Wound un pequeño clip sobre los efectos especiales.
También tiene una galería de capturas de fotos, trailers de otros episodios de Masters of Horror y el guion de la película en formato PDF. 

## Director escogido
Ernest Dickerson es conocido por la serie Héroes y ser el director de la película Tales from the Crypt: Demon Knight. En la televisión también ha trabajado en The Wire. Como segunda unidad ha trabajado en Day of the Dead y también en el videoclip de Bruce Springsteen Born in the USA.